# .zw
.zw je vrhovna internetska domena (country code top-level domain - ccTLD) za Zimbabve. Domenom upravlja ZISPA.

## Vanjske poveznice
- IANA .zw whois informacija  Arhivirana inačica izvorne stranice od 29. lipnja 2006. (Wayback Machine)